# Сара Ерани
Сара Ерани (итал. Sara Errani; Болоња, 29. априла 1987) је италијанска професионална тенисерка.

## Биографија
Професионално је почела играти 2002. године, а у досадашњој каријери је освојила 9 турнира у појединачној конкуренцији и дошла до финала Ролан Гароса 2012. године, где је поражена од Марије Шарапове. Најбољи пласман на ВТА ранг листи јој је пето место.
У конкуренцији парова је заједно са сународницом Робертом Винчи освојила пет гренд слем трофеја, комплетирала гренд слем каријере и дошла до првог места ранг листе. Са репрезентацијом Италије је трипут освојила Фед куп.

### Пласман на ВТА листи на крају сезоне
| Година  | 2002. | 2003. | 2004. | 2005. | 2006. | 2007. | 2008. | 2009. | 2010. | 2011. |
| Пласман | 742.  | 569.  | 521.  | 359.  | 171.  | 70.   | 42.   | 48.   | 43.   | 45.   |

## Финала гренд слем турнира

### Појединачно (0–1)
| Исход | Год.  | Турнир      | Подлога | Противница      | Резултат у финалу |
| ----- | ----- | ----------- | ------- | --------------- | ----------------- |
| Пораз | 2012. | Ролан Гарос | Шљака   | Марија Шарапова | 3–6, 2–6          |

### Парови (1–1)
| Исход   | Год.  | Турнир                        | Подлога | Партнерка     | Противнице у финалу                | Резултат у финалу |
| ------- | ----- | ----------------------------- | ------- | ------------- | ---------------------------------- | ----------------- |
| Пораз   | 2012. | Отворено првенство Аустралије | Тврда   | Роберта Винчи | Светлана Кузњецова Вера Звонарјова | 7–5, 4–6, 3–6     |
| Побједа | 2012. | Ролан Гарос                   | Шљака   | Роберта Винчи | Марија Кириленко Нађа Петрова      | 4–6, 6–4, 6–2     |

## Финала

### Појединачно
| Легенда                         |
| ------------------------------- |
| Гренд слем турнири (0–1)        |
| ВТА првенство (0–0)             |
| Обавезни премијер турнири (0–0) |
| Премијер 5 турнири (0–0)        |
| Премијер турнири (0–0)          |
| Међународни турнири (5–3)       |

| Финала по подлози |
| ----------------- |
| Тврда (1–2)       |
| Трава (0–0)       |
| Шљака (4–2)       |
| Тепих (0–0)       |

#### Победе (5)
| Бр. | Датум           | Турнир     | Подлога | Противница            | Резултат         |
| --- | --------------- | ---------- | ------- | --------------------- | ---------------- |
| 1.  | 13. јул 2008.   | Палермо    | Шљака   | Марија Корицева       | 6–2, 6–3         |
| 2.  | 27. јул 2008.   | Порторож   | Тврда   | Анабел Медина Гаригес | 6–3, 6–3         |
| 3.  | 4. март 2012.   | Акапулко   | Шљака   | Флавија Пенета        | 5–7, 7–6(2), 6–0 |
| 4.  | 15. април 2012. | Барселона  | Шљака   | Доминика Цибулкова    | 6–2, 6–2         |
| 5.  | 5. мај 2012.    | Будимпешта | Шљака   | Јелена Веснина        | 7–5, 6–4         |

#### Порази (4)
| Бр. | Датум             | Турнир      | Подлога | Противница         | Резултат         |
| --- | ----------------- | ----------- | ------- | ------------------ | ---------------- |
| 1.  | 19. јул 2009.     | Палермо     | Шљака   | Флавија Пенета     | 1–6, 2–6         |
| 2.  | 26. јул 2009.     | Порторож    | Тврда   | Динара Сафина      | 7–6(5), 1–6, 5–7 |
| 3.  | 13. фебруар 2011. | Патаја      | Тврда   | Данијела Хантухова | 0–6, 2–6         |
| 4.  | 9. јун 2012.      | Ролан Гарос | Шљака   | Марија Шарапова    | 3–6, 2–6         |

### Парови
| Легенда                         |
| ------------------------------- |
| Гренд слем турнири (1–1)        |
| ВТА првенство (0–0)             |
| Обавезни премијер турнири (1–1) |
| Премијер 5 турнири (1–0)        |
| Премијер турнири (0–2)          |
| Међународни турнири (11–3)      |

| Финала по подлози |
| ----------------- |
| Тврда (3–4)       |
| Трава (1–1)       |
| Шљака (10–2)      |
| Тепих (0–0)       |

#### Победе (13)
| Бр. | Датум             | Турнир        | Подлога       | Партнерка              | Противнице                                | Резултат            |
| --- | ----------------- | ------------- | ------------- | ---------------------- | ----------------------------------------- | ------------------- |
| 1.  | 13. јул 2008.     | Палермо (1)   | Шљака         | Нурија Љагостера Вивес | Ала Кудријавцева Анастасија Пављученкова  | 2–6, 7–6(1), [10–4] |
| 2.  | 19. јун 2009.     | Схертогенбосх | Трава         | Флавија Пенета         | Михаела Крајичек Јанина Викмајер          | 6–4, 5–7, [13–11]   |
| 3.  | 11. април 2010.   | Марбеља       | Шљака         | Роберта Винчи          | Марија Кондратјева Јарослава Шведова      | 6–4, 6–2            |
| 4.  | 17. април 2010.   | Барселона (1) | Шљака         | Роберта Винчи          | Тимеа Бачински Татјана Гарбин             | 6–1, 3–6, [10–2]    |
| 5.  | 17. јул 2010.     | Палермо (2)   | Шљака         | Алберта Бријанти       | Џил Крејбас Јулија Гергес                 | 6–4, 6–1            |
| 6.  | 15. јануар 2011.  | Хобарт        | Тврда         | Роберта Винчи          | Катерина Бондаренко Лига Декмејере        | 6–3, 7–5            |
| 7.  | 13. јануар 2011.  | Патаја        | Тврда         | Роберта Винчи          | Сун Шенгнан Џенг Ђе                       | 3–6, 6–3, [10–5]    |
| 8.  | 16. јул 2011.     | Палермо (3)   | Шљака         | Роберта Винчи          | Андреа Хлавачкова Клара Закопалова        | 7–5, 6–1            |
| 9.  | 26. фебруар 2012. | Монтереј      | Тврда         | Роберта Винчи          | Кимико Дате Крум Џанг Шуеј                | 6–2, 7–6(6)         |
| 10. | 4. март 2012.     | Акапулко      | Шљака         | Роберта Винчи          | Лурдес Домингез Лино Аранча Пара Сантонха | 6–2, 6–1            |
| 11. | 15. април 2012.   | Барселона (2) | Шљака         | Роберта Винчи          | Флавија Пенета Франческа Скјавоне         | 6–0, 6–2            |
| 12. | 13. мај 2012.     | Мадрид        | Шљака (плава) | Роберта Винчи          | Јекатарина Макарова Јелена Веснина        | 6–1, 3–6, [10–4]    |
| 13. | 20. мај 2012.     | Рим           | Шљака         | Роберта Винчи          | Јекатарина Макарова Јелена Веснина        | 6–2, 7–5            |
| 14. | 8. јун 2012.      | Ролан Гарос   | Шљака         | Роберта Винчи          | Марија Кириленко Нађа Петрова             | 4–6, 6–4, 6–2       |

#### Порази (7)
| Бр. | Датум             | Турнир                        | Подлога       | Партнерка                   | Противнице                                  | Резултат            |
| --- | ----------------- | ----------------------------- | ------------- | --------------------------- | ------------------------------------------- | ------------------- |
| 1.  | 22. фебруар 2010. | Акапулко                      | Шљака         | Роберта Винчи               | Полона Херцог Барбора Захлавова-Стрицова    | 6–2, 1–6, [2–10]    |
| 2.  | 23. октобар 2010. | Москва                        | Тврда (двор.) | Марија Хосе Мартинез Санчез | Жизела Дулко Флавија Пенета                 | 3–6, 6–2, [6–10]    |
| 3.  | 10. април 2011.   | Марбеља                       | Шљака         | Роберта Винчи               | Нурија Љагостера Вивес Аранча Пара Сантонха | 6–3, 4–6, [5–10]    |
| 4.  | 12. јун 2011.     | Бирмингем                     | Трава         | Роберта Винчи               | Олга Говорцова Ала Кудријавцева             | 6–1, 1–6, [5–10]    |
| 5.  | 27. август 2011.  | Њу Хејвен                     | Тврда         | Роберта Винчи               | Џуанг Џија-јунг Олга Говорцова              | 5–7, 2–6            |
| 6.  | 27. јануар 2012.  | Отворено првенство Аустралије | Тврда         | Роберта Винчи               | Светлана Кузњецова Вера Звонарјова          | 7–5, 4–6, 3–6       |
| 7.  | 31. март 2012.    | Мајами                        | Тврда         | Роберта Винчи               | Марија Кириленко Нађа Петрова               | 6–7(0), 6–4, [4–10] |

## Учешће нагренд слемтурнирима

#### Појединачно
| Година | Аустралијан Опен | Аустралијан Опен | Ролан Гарос | Ролан Гарос  | Вимблдон | Вимблдон           | Ју-Ес Опен | Ју-Ес Опен     |
| ------ | ---------------- | ---------------- | ----------- | ------------ | -------- | ------------------ | ---------- | -------------- |
| 2007   | -                | -                | -           | -            | -        | -                  | 2 коло     | Марион Бартоли |
| 2008   | 1 коло           | Линдси Давенпорт | 1 коло      | Жизела Дулко | 1 коло   | Данијела Хантухова | 2 коло     | Ли На          |

#### У пару
| Година | Аустралијан Опен  | Аустралијан Опен          | Ролан Гарос         | Ролан Гарос               | Вимблдон           | Вимблдон                    | Ју-Ес Опен | Ју-Ес Опен |
| ------ | ----------------- | ------------------------- | ------------------- | ------------------------- | ------------------ | --------------------------- | ---------- | ---------- |
| 2008   | 1 коло Карин Кнап | Клаудија Јанс К. Возњацки | 2 коло Бетани Малек | Н. Љ. Вивес Хосе Мартинез | 2 коло Ф. Скјавоне | А. М. Гаригез В. Р. Пасквал | -          | -          |

## Учешће у Фед купу
Детаљи Фед куп

## Однос побједа и пораза с другим тенисеркама
Однос победа и пораза против тенисерки које су биле међу првих 10 на ВТА листи (11. јуна 2012):
Имена тенисерки које су биле првопласиране су подебљане.
- Флавија Пенета 2–3
- Анџелик Кербер 1–1
- Ана Чакветадзе 1–1
- Каролина Возњацки 1–2
- Ана Ивановић 1–2
- Викторија Азаренка 1–4
- Данијела Хантухова 1–4
- Агњешка Радвањска 1–5
- Светлана Кузњецова 1–5
- Саманта Стосур 1–5
- Марија Шарапова 0–1
- Жистин Енен 0–1
- Ким Клајстерс 0–1
- Јелена Јанковић 0–1
- Винус Вилијамс 0–1
- Јелена Дементјева 0–1
- Франческа Скјавоне 0–1
- Марион Бартоли 0–1
- Андреа Петковић 0–1
- Петра Квитова 0–2
- Серена Вилијамс 0–3
- Линдси Давенпорт 0–3
- Ли На 0–4